# Carex buchananii
Carex buchananii är en halvgräsart som beskrevs av Sven Berggren.
Carex buchananii ingår i släktet starrar och familjen halvgräs. Inga underarter finns listade i Catalogue of Life.

## Bildgalleri

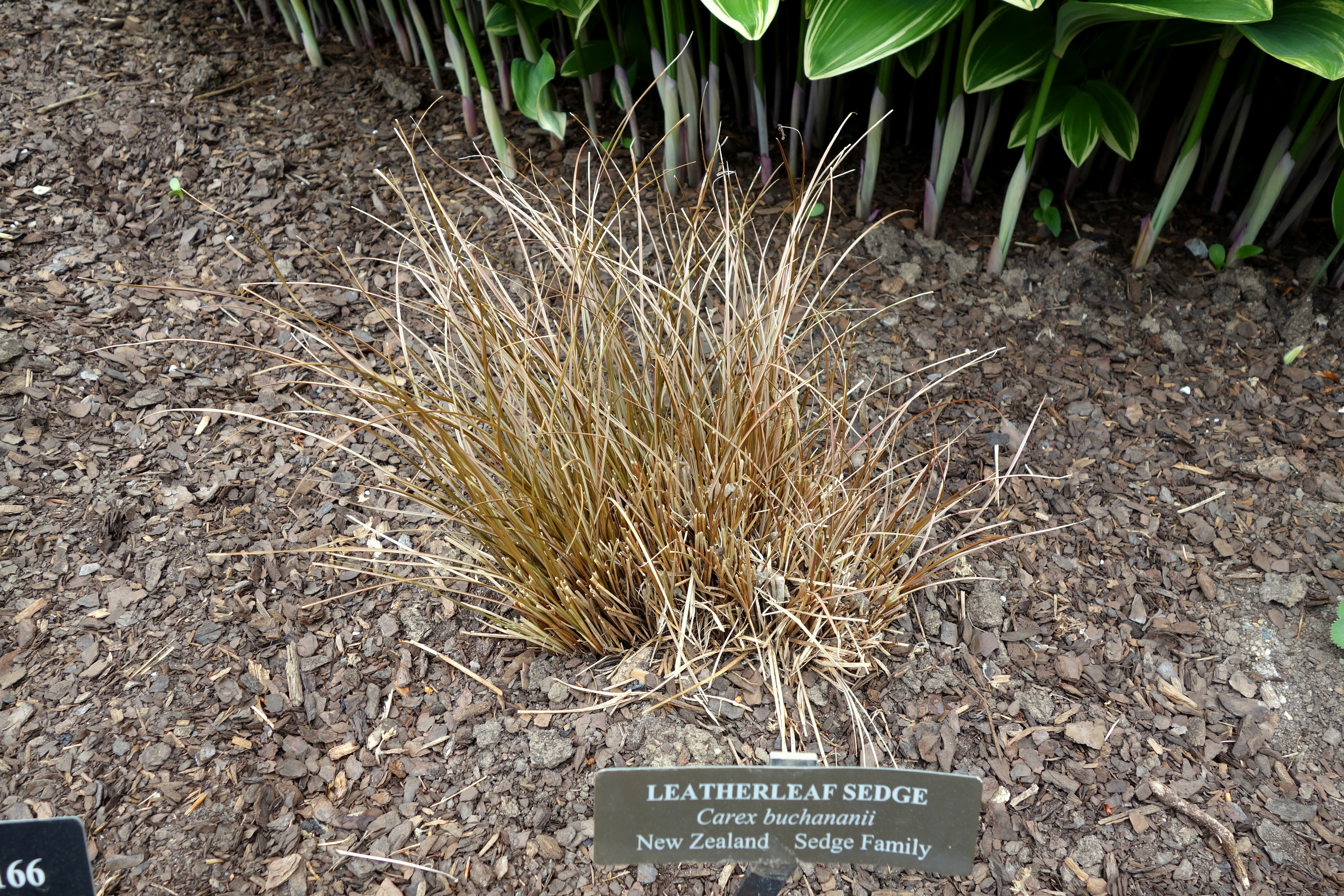
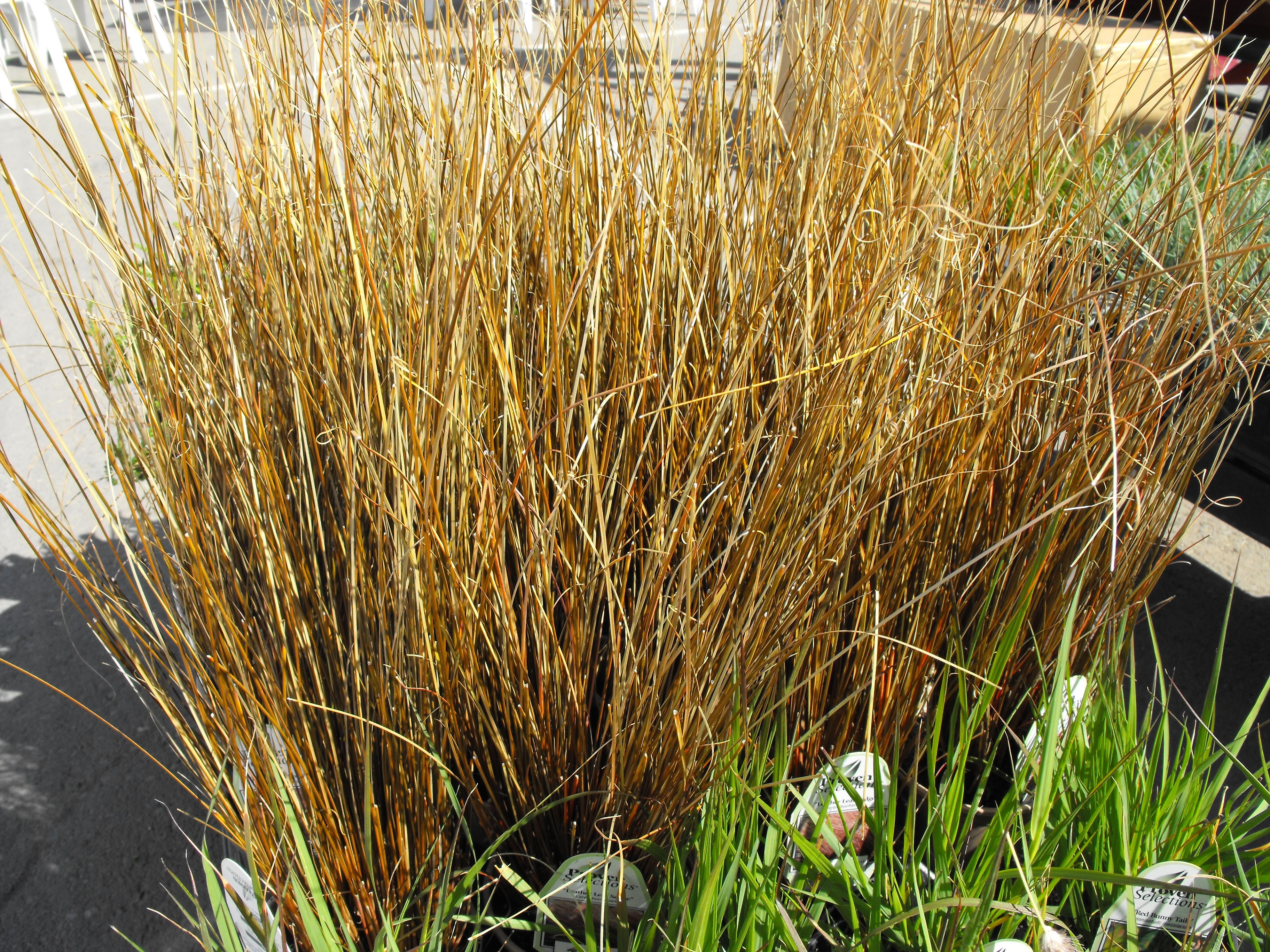